# Tony Sanneh
Anthony "Tony" Sanneh (Saint Paul, Minnesota - 1 de junho de 1971) é um ex-futebolista norte-americano que disputou a Copa do Mundo FIFA de 2002. 